# 터널 다이오드

부성저항 특성

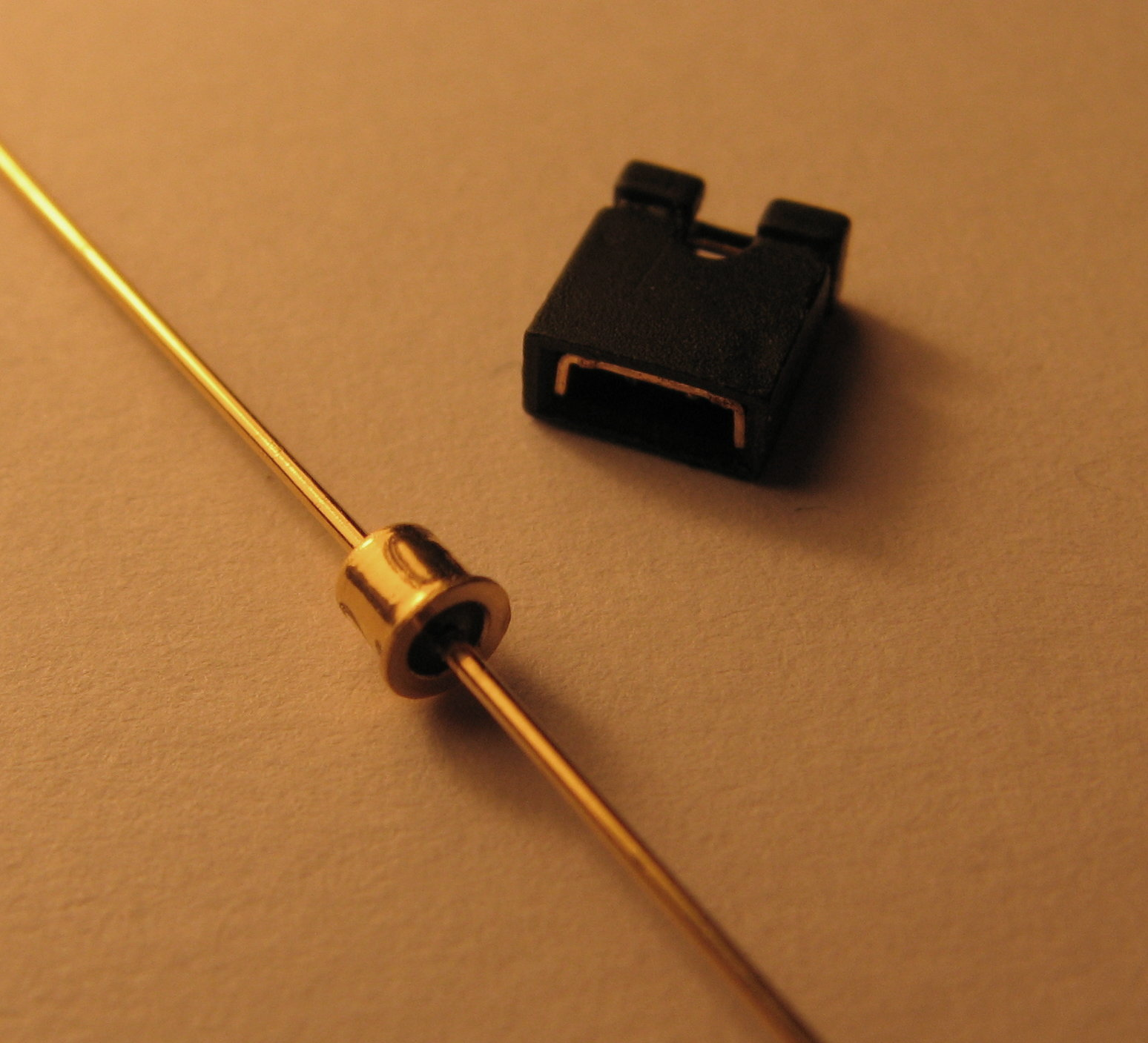
1N3716 에사키 다이오드

터널 다이오드(영어: Tunnel diode)는 반도체 다이오드의 일종이다. 에사키 다이오드(Esaki diode)로도 불린다. 1957년 8월 일본의 물리학자인 에사키 레오나에 의해서 발명됐다. 에사키는 터널 효과와 관련하여 1973년 노벨 물리학상을 수상한다.
이 다이오드도 PN 접합을 이용하고 있는데, N형 반도체와 P형 반도체 두 영역의 첨가 불순물의 농도를 1019/cm3 정도 이상으로 높여 주면 두 영역 사이에서 터널효과, 즉 전류반송파의 양자역학적인 관통현상효과가 생겨 p-n 접합을 통한 전류반송파의 이동이 발생되며, 부성저항(전압은 증가하는 데 전류는 감소되는 특성)을 나타낸다.
순방향 전압을 늘려 가면 전류가 일단 늘어나서 마루를 이루었다가 줄어들어 골이 되고, 다시 늘어나 보통의 다이오드 특성에 가까워진다. 이 전류의 마루가 형성되는 까닭은 불순물이 많이 들어 있어서 접합부의 장벽이 얇아지고 양자역학적인 터널 효과에 의해 전류가 흐르기 때문이다. 이렇게 터널 효과를 이용하기 때문에 이 다이오드를 터널 다이오드라고 한다.
마루와 골 사이의 전압-전류는 부성저항형이며, 고주파 특성이 양호하므로 마이크로파의 발진, 증폭, 고속 스위칭(논리회로)에 이용된다. 반도체 재료로서는 저마늄, 갈륨비소, 규소가 주로 쓰이며, 고주파 영역에서 사용할 것을 고려하여 직렬 인덕턴스가 작은 용기에 넣어져 봉해 있다.

## 같이 보기
- 건 다이오드
- 제너 다이오드